# Диурез
Диурез — объём мочи, образуемой за определённый промежуток времени.
В нефрологической практике наиболее часто пользуются измерением суточного диуреза — объёма мочи, выделенного за 24 ч, и минутного диуреза, величину которого используют при исследовании функции почек методом клиренса.

## Диурез у человека
У здорового взрослого человека суточное выделение мочи составляет 67–75 % от количества выпитой жидкости. Минимальный объём мочи, необходимый для выделения почкой всех продуктов метаболизма, составляет 500 мл. В связи с этим объём потребления жидкости не должен быть ниже 800 мл/сут. В условиях стандартного водного режима (потребление 1–2 л жидкости) величина суточного диуреза составляет 800–1500 мл, соответственно величина минутного диуреза составляет 0,55–1 мл.
При патологии количество выделенной мочи может значительно изменяться. Различают полиурию — увеличение суточного диуреза до 3000 мл и более на фоне обычного водного режима, олигурию — уменьшение суточного объёма мочеотделения до 500 мл и анурию, когда зафиксирован суточный диурез, не превышающий 50 мл в сутки[уточнить].
Различают дневной диурез и ночной. У здорового человека отношение дневного диуреза к ночному составляет 3:1 или 4:1. При патологии это отношение изменяется в пользу ночного диуреза, развивается никтурия.
В зависимости от количества выделенных осмотически активных веществ и объёма мочи различают осмотический диурез (большой объём мочи с высокой концентрацией осмотически активных веществ), антидиурез (малый объём мочи с высокой концентрацией осмотически активных веществ) и водный диурез (большой объём мочи с очень низкой экскрецией осмотических веществ).

Действие антидиуретического гормона

### Водный диурез
Диурез водный — выделение гипоосмолярной мочи. При водном диурезе блокировано выделение антидиуретического гормона (АДГ), дистальные канальцы и собирательные трубочки непроницаемы для воды, осмолярность интерстиция почки невелика. Отношение концентрации осмотически активных веществ в моче к концентрации их в крови менее 1.
У здоровых лиц водный диурез развивается после потребления большого количества жидкости; отмечается при переходе от обычной двигательной активности к строгому постельному режиму, к состоянию невесомости. Наблюдается у больных при истинном и почечном несахарном диабете, гипокалиемии, гиперкальциемии, хроническом алкоголизме, при первичной, психогенной или постэнцефалитической полидипсии. В нефрологической клинике может наблюдаться у больных в фазу схождения отёков, в терминальной стадии ХПН, при ОПН.

### Осмотический диурез
Диурез осмотический — выделение большого объёма мочи в результате повышенной экскреции осмотически активных веществ. Развивается осмотический диурез в результате чрезмерной загрузки проксимального отдела нефрона осмотически активными веществами эндогенного (глюкоза, мочевина, бикарбонат) или экзогенного происхождения (маннит, простые сахара и другие). Наличие в просвете проксимальных канальцев эндогенных осмотически активных веществ в концентрациях, превышающих максимальную способность к их реабсорбции, или экзогенных нереабсорбируемых осмотически активных веществ приводит к снижению проксимальной реабсорбции воды. В результате в петлю нефрона и дистальные канальцы поступает большой объём жидкости. Ускоренный ток жидкости через нефрон препятствует созданию высокого осмотического градиента интерстиция, следствием чего является снижение реабсорбции воды в собирательных трубочках. В итоге выделяется большой объём жидкости с высоким содержанием осмотически активных веществ в ней. Концентрация натрия в моче колеблется в пределах 50—70 ммоль/л.
Осмотический диурез развивается при сахарном диабете, хронической болезни почек (ХПН), в ответ на применение осмотических диуретиков.

### Форсирование диуреза
Форсированный диурез используется в токсикологии для естественной детоксикации организма.